# Escola Superior de Administração, Marketing e Comunicação

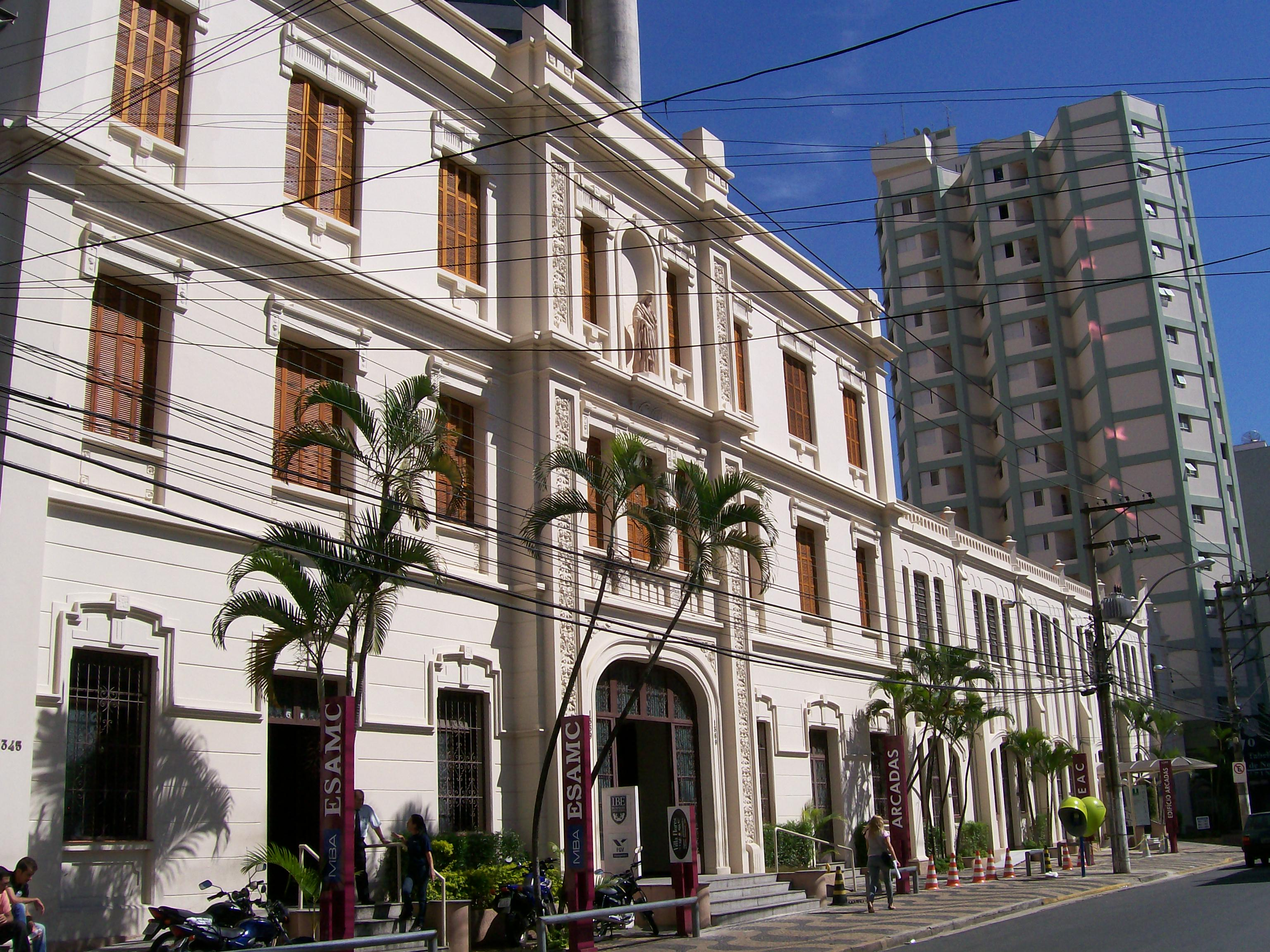
Unidade da ESAMC em Campinas.

A Escola Superior de Administração, Marketing e Comunicação de Campinas (ESAMC)  é um estabelecimento de ensino superior sediado no município de Campinas, no Estado de São Paulo. A Escola possui  múltiplas unidades, situadas na capital e no interior do Estado, que oferecem cursos cursos de bacharelado, tecnólogo e MBA, nas áreas de Administração, Comunicação, Engenharia e Direito. A escola foi credenciada pelo MEC através da portaria nº 1.576/1999, publicada no Diário Oficial da União em 3 de novembro de 1999, tendo sido recredenciada em 2012..

## Missão
Segundo o site da Escola, sua missão é "formar líderes comprometidos com o Brasil e a sustentabilidade das organizações, por meio do desenvolvimento das competências comportamentais, gerenciais e técnicas,  que garantam o sucesso profissional", tendo como valores: 
- Inovação.
- Foco no mercado
- Foco nas pessoas
- Ética nas relações
- Gestão profissional
- Comprometimento com o sucesso dos alunos

## Unidades
- Campinas
- Santos
- Jundiaí
- Uberlândia